# Bosc-Édeline
Bosc-Édeline é uma comuna francesa na região administrativa da Normandia, no departamento de Sena Marítimo. Estende-se por uma área de 6,12 km². Em 2010 a comuna tinha 365 habitantes (densidade: 59,6 hab./km²).